# Gardenia vilhelmii
Gardenia vilhelmii är en måreväxtart som beskrevs av Karel Domin. Gardenia vilhelmii ingår i släktet Gardenia och familjen måreväxter. Inga underarter finns listade i Catalogue of Life.